# Championnat du Brésil de football de deuxième division 2009
Navigation
Serie B 2008 Serie B 2010
Le championnat du Brésil de Série B de football 2009 est la deuxième division du championnat du Brésil de football.
Vingt clubs participent au tournoi dont quatre relégués de série A et quatre promus de série C. Le tenant du titre est le SC Corinthians.

## Les 20 clubs

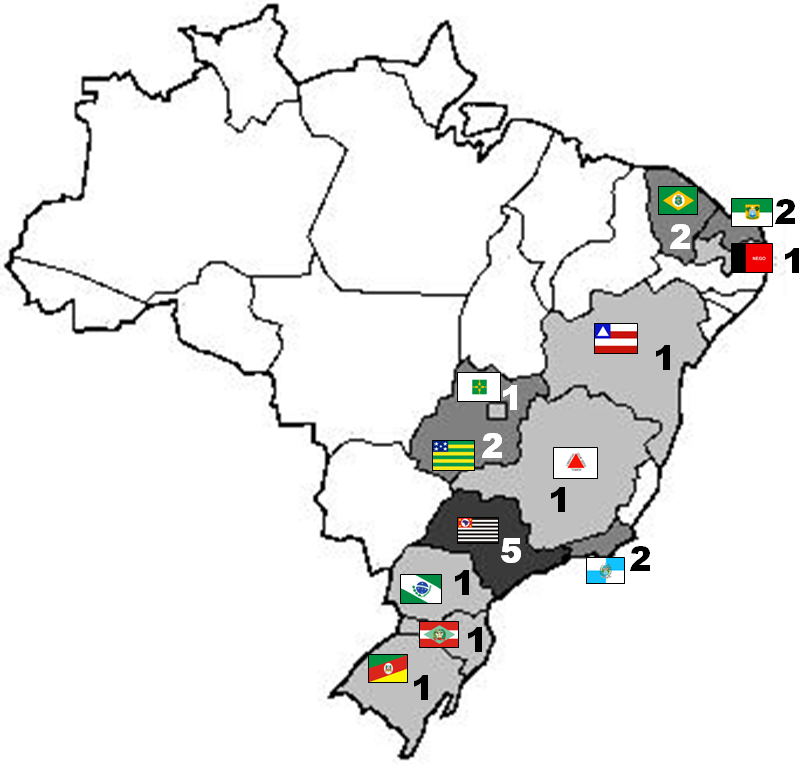
Carte représentant les participants au championnat de série B, répartis par États.

| Équipe                  | Ville              | État                | En 2008        | Stade               |
| ----------------------- | ------------------ | ------------------- | -------------- | ------------------- |
| ABC FC                  | Natal              | Rio Grande do Norte | 13e en série B | Frasqueirão         |
| América FC (Natal)      | Natal              | Rio Grande do Norte | 15e en série B | Machadão            |
| AC Goianiense           | Goiânia            | Goiás               | 1er en série C | Serra Dourada       |
| EC Bahia                | Salvador           | Bahia               | 10e en série B | Pituaçu             |
| CA Bragantino           | Bragança Paulista  | São Paulo           | 7e en série B  | Nabi Abi Chedid     |
| Brasiliense FC          | Taguatinga         | District fédéral    | 14e en série B | Boca do Jacaré      |
| Ceará SC                | Fortaleza          | Ceará               | 12e en série B | Castelão            |
| Campinense Clube        | Campina Grande     | Paraíba             | 3e en série C  | Amigão              |
| Duque de Caxias FC      | Duque de Caxias    | Rio de Janeiro      | 4e en série C  | Giulite Coutinho*   |
| Figueirense FC          | Florianópolis      | Santa Catarina      | 17e en série A | Orlando Scarpelli   |
| Fortaleza EC            | Fortaleza          | Ceará               | 16e série B    | Castelão            |
| Guarani FC              | Campinas           | São Paulo           | 2e en série C  | Brinco de Ouro      |
| Ipatinga FC             | Ipatinga           | Minas Gerais        | 20e en série A | Ipatingão           |
| EC Juventude            | Caxias do Sul      | Rio Grande do Sul   | 8e en série B  | Alfredo Jaconi      |
| Paraná Clube            | Curitiba           | Paraná              | 11e en série B | Vila Capanema       |
| AA Ponte Preta          | Campinas           | São Paulo           | 5e en série B  | Moisés Lucarelli    |
| Portuguesa de Desportos | São Paulo          | São Paulo           | 19e en série A | Canindé             |
| AD São Caetano          | São Caetano do Sul | São Paulo           | 9e en série B  | Anacleto Campanella |
| CR Vasco da Gama        | Rio de Janeiro     | Rio de Janeiro      | 18e en série A | São Januário        |
| Vila Nova FC            | Goiânia            | Goiás               | 6e en série B  | Serra Dourada       |

* Stade provisoire situé à Mesquita en attendant les travaux en cours au Marrentão pour lui permettre d'accueillir des matches de série B.

## Classement final
Le classement est établi sur le barème de points classique (victoire à 3 points, match nul à 1, défaite à 0).
| Rang | Équipe           | Pts | J  | G  | N  | P  | Bp | Bc | Diff |
| ---- | ---------------- | --- | -- | -- | -- | -- | -- | -- | ---- |
| 1    | Vasco da Gama    | 76  | 38 | 22 | 10 | 6  | 58 | 29 | +29  |
| 2    | Guarani          | 69  | 38 | 21 | 6  | 11 | 55 | 51 | +4   |
| 3    | Ceará            | 68  | 38 | 19 | 11 | 8  | 54 | 34 | +20  |
| 4    | Goianiense       | 65  | 38 | 20 | 5  | 13 | 73 | 53 | +20  |
| 5    | Portuguesa       | 62  | 38 | 18 | 8  | 12 | 53 | 45 | +8   |
| 6    | Figueirense      | 60  | 38 | 19 | 3  | 16 | 64 | 51 | +13  |
| 7    | São Caetano      | 54  | 38 | 15 | 9  | 14 | 52 | 38 | +14  |
| 8    | Duque de Caxias  | 54  | 38 | 15 | 9  | 14 | 55 | 55 | 0    |
| 9    | Bragantino       | 53  | 38 | 15 | 8  | 15 | 52 | 51 | +1   |
| 10   | Paraná           | 53  | 38 | 14 | 11 | 13 | 51 | 56 | -5   |
| 11   | Ponte Preta      | 52  | 38 | 14 | 10 | 14 | 62 | 55 | +7   |
| 12   | Bahia            | 51  | 38 | 14 | 9  | 15 | 52 | 53 | -1   |
| 13   | Vila Nova        | 49  | 38 | 14 | 7  | 17 | 42 | 59 | -17  |
| 14   | Brasiliense      | 48  | 38 | 14 | 6  | 18 | 45 | 56 | -11  |
| 15   | Ipatinga         | 48  | 38 | 12 | 12 | 14 | 43 | 50 | -7   |
| 16   | América de Natal | 46  | 38 | 13 | 7  | 18 | 49 | 61 | -12  |
| 17   | Juventude        | 44  | 38 | 12 | 8  | 18 | 46 | 50 | -4   |
| 18   | Fortaleza        | 38  | 38 | 10 | 8  | 20 | 56 | 64 | -8   |
| 19   | Campinense       | 34  | 38 | 11 | 4  | 23 | 54 | 79 | -25  |
| 20   | ABC              | 35  | 38 | 10 | 5  | 23 | 40 | 66 | -26  |

| Légende : Promotions et relégations | Légende : Promotions et relégations |
| ----------------------------------- | ----------------------------------- |
|                                     | Promotion en Série A                |
|                                     | Relégation en Série C               |